# Bildtelegrafie

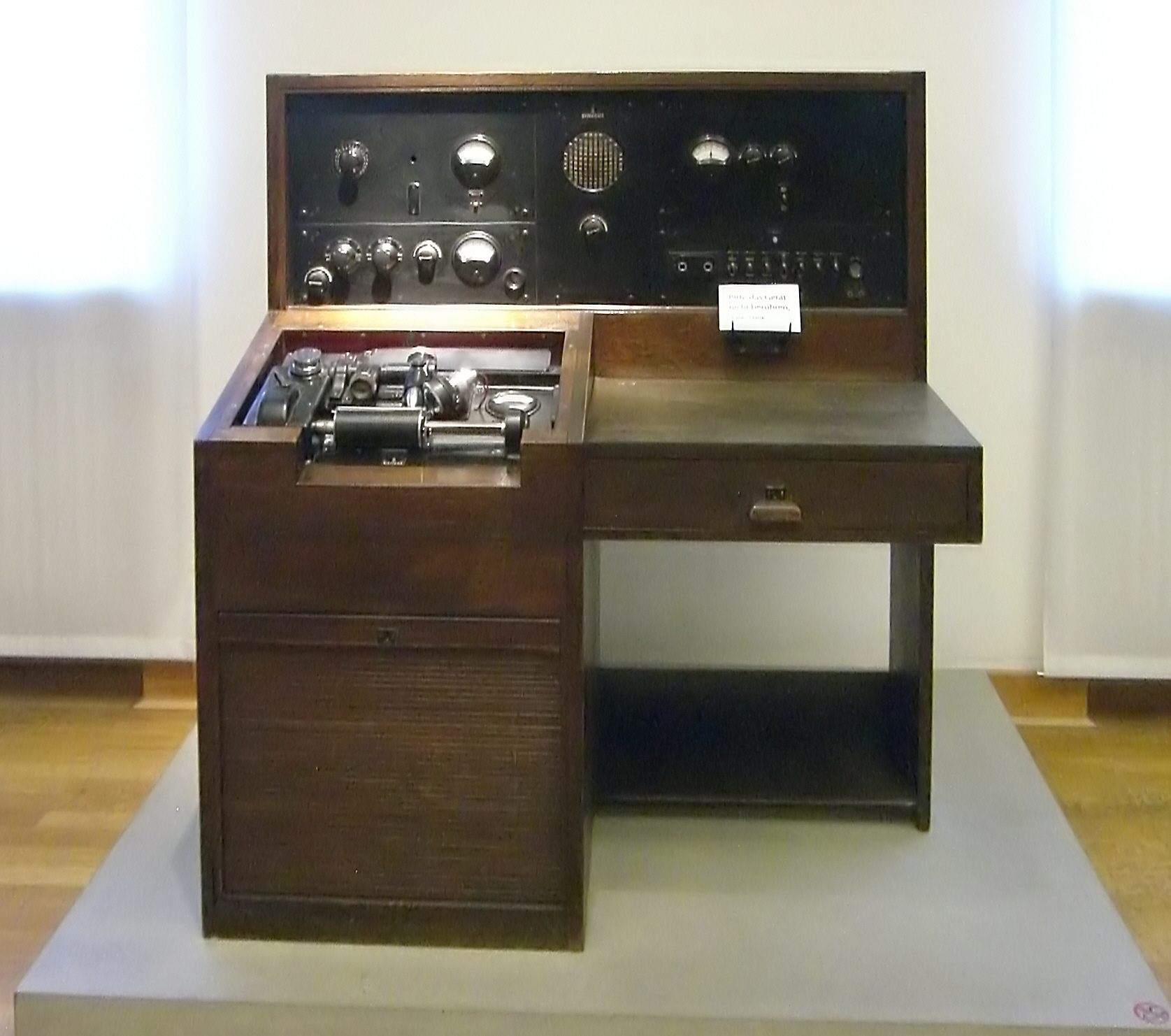
Bildtelegraph (1940) von Siemens & Halske im Museum für Kommunikation Berlin

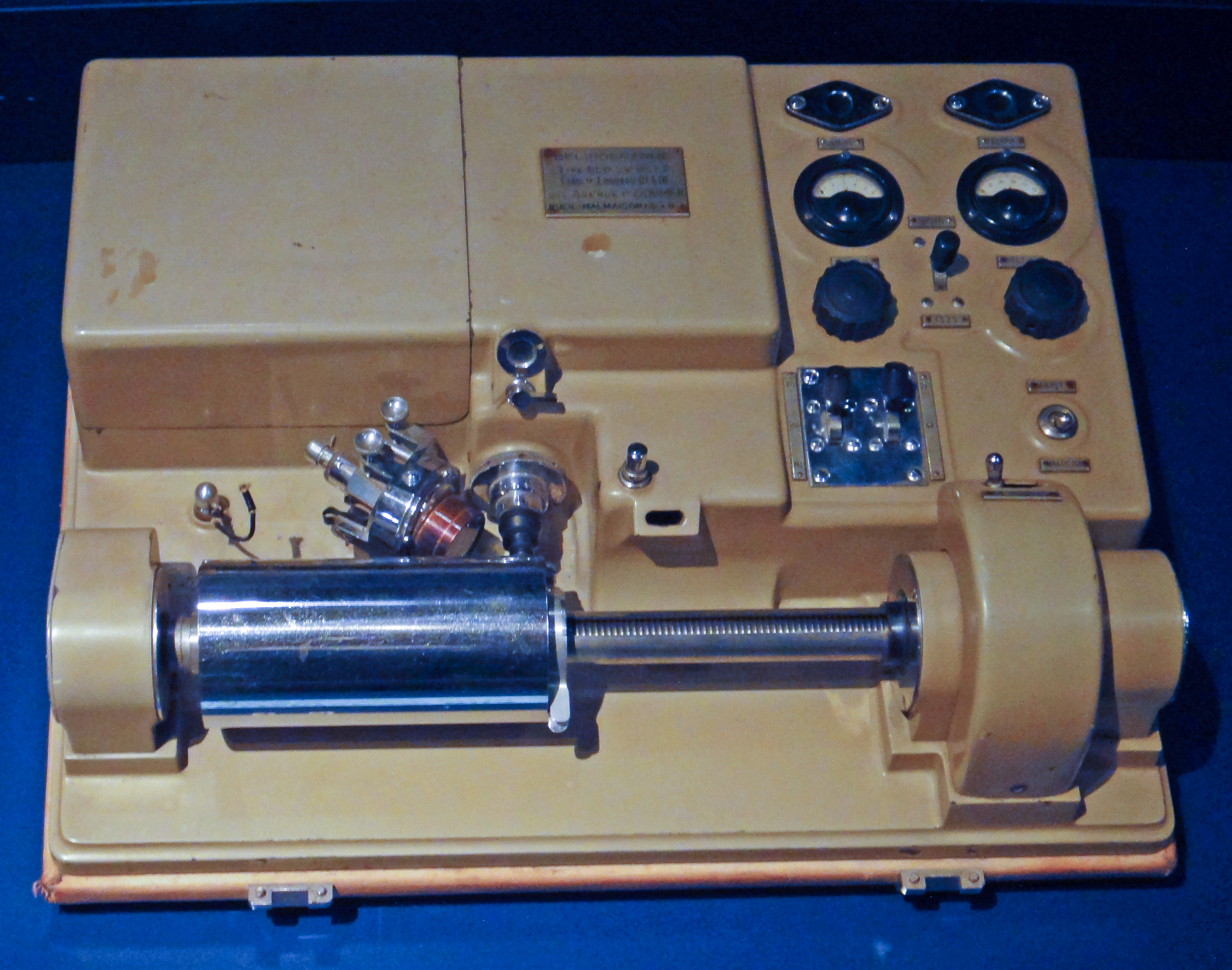
Bélinograph von Édouard Belin (1953)

Die erste durch Bildtelegrafie übertragene Fotografie des Kaisers (1907)

Bildtelegrafie, aus dem Englischen Wirephoto, ist eine Reihe von Verfahren zur Fernübertragung von Bildern durch Übermittlung elektrischer Signale.

## Geschichte und Entwicklung
Das früheste Verfahren zur Bildtelegrafie wurde von Arthur Korn zwischen 1901 und 1907 entwickelt. Es basiert auf den Halbleiter-Eigenschaften von Selen, das seinen Widerstand unter Lichteinwirkung ändert. Als Lichtquelle kamen Nernstlampen zum Einsatz. Ein Foto wurde auf einen transparenten Film belichtet. Dieser wurde auf einen Glaszylinder gezogen und darauf zeilenweise abgetastet. Ein Spiegel im Inneren des Zylinders warf das Licht auf eine Selenzelle. Am Zielpunkt wurden die elektrischen Signale wieder in Licht umgewandelt, mit dem ein Film auf einem entsprechenden Glaszylinder belichtet wurde. Die erste telegrafische Bildübermittlung nach Korns Verfahren erfolgte von München nach Nürnberg im Jahr 1904 und dauerte 44 Minuten. Die Qualität der übermittelten Bilder blieb zunächst aber für praktische Anwendungen ungeeignet. Erst 1906 gelangen Übertragungen in ausreichender Qualität und in nur noch 10 bis 15 Minuten nach dem Korn-Verfahren. 
Im November 1907 begannen regelmäßige Übertragungen zwischen Paris, Berlin und London. Am 17. März 1908 wurde das erste Fahndungsfoto, in zwölf Minuten von Paris nach London übertragen, im Daily Mirror abgedruckt. Mit dessen Hilfe konnte ein flüchtiger Juwelenräuber gefasst werden.
Ein anderes Verfahren zur Bildübermittlung entwickelte Édouard Belin Anfang des 20. Jahrhunderts. Dieses Verfahren basierte auf der Bildung von Gelatine-Bichromat-Reliefs in Proportion zum Auftreffen von Licht. Es wurde erstmals 1908 vorgeführt und 1926 verbessert, indem Belin das Gelatine-Bichromat-Relief durch eine elektrische Glühlampe ersetzte. Nach diesem Verfahren arbeitete der berühmte „Koffer“, der Bélinograph, durch den Fotografen ihre Bilder über Telegrafen- und Telefonleitungen übertragen konnten.
Der vor 1938 entwickelte, oben abgebildete Bildtelegraph arbeitete nach folgendem Prinzip: Zum Senden kam das Originalbild auf die Rolle, die sich drehte und dabei kontinuierlich seitlich verschob. Mit einer Fotozelle wurde über eine Optik die jeweilige Helligkeit erfasst (heutiger Begriff: „Scannen“) und per Telefontechnik zum Empfangsgerät übertragen. 
Zum Empfangen kam Fotopapier auf die Rolle, die sich mit gleicher Drehzahl und Vorschubgeschwindigkeit wie beim Abtasten bewegte; eine Lichtquelle mit Optik sorgte für ein Punktlicht, das per Telefon hell und dunkel gesteuert wurde. Ein Bild zu übertragen dauerte mehrere Minuten; es musste anschließend fixiert werden. Die Abbildungen waren fast so scharf wie die Vorlagen und durchaus tauglich für Presse und Polizeifahndung.